# Наркология (журнал)
Наркология — российское научное периодическое издание в области наркологии и психиатрии. Является печатным органом Ассоциации наркологов России. Научно-методическое руководство журналом осуществляется представителями Российской академией наук. Журнал «Наркология» состоит в Международном обществе редакторов журналов по вопросам зависимостей (англ. International Society of Addiction Journal Editors) и входит в Перечень ведущих рецензируемых научных журналов Высшей аттестационной комиссии Министерства образования Российской Федерации, публикующих основные научные результаты диссертаций на соискание ученой степени доктора и кандидата наук.
Первый номер журнала вышел в январе 2002 года. Журнал «Наркология» публикует результаты фундаментальных и прикладных исследований, выполненных как в России, так и за рубежом, дискуссионные материалы, научные обзоры, лекции, практические рекомендации, нормативные документы, основополагающие материалы международной, зарубежной и российской наркополитики. Большая часть архива публикаций размещена в открытом доступе в сети Интернет.
Импакт-фактор журнала по Российскому индексу научного цитирования (РИНЦ) на 2016 год составлял 0,489.